# 鳥羽市立菅島小学校
鳥羽市立菅島小学校（とばしりつ すがしましょうがっこう）は、三重県鳥羽市菅島町に位置する公立小学校。2024年（令和6年）現在の全校児童は4学級17人。
校舎の一部は菅島灯台をモチーフとしたもので、「鳥羽の島遺産100選」に選ばれている。

## 教育の特色
菅島小エコ・ボランティアクラブ
給食の生ごみを処理し、作物を栽培する「菅島小エコ・ボランティアクラブ」が2007年（平成19年）から活動を行っている。活動は児童の自由参加である。2012年（平成24年）11月6日に「第1回みえ環境大賞」（環境活動部門）の受賞が決定、同年12月2日に表彰式が行われる。
藻場再生
鳥羽磯部漁業協同組合菅島支所と合同で、サガラメ（地元呼称は「アラメ」）の苗を付けたブロックを海底に設置する活動を行っている。
ちびっこ海女の操業体験

### 島っ子ガイド
島っ子ガイドは海島遊民くらぶと小学校が連携して、観光客らに対し児童が菅島のガイドを行うものである。2008年（平成20年）に赴任2年目の教員が、児童らのコミュニケーション能力の不足の解消と菅島を知ってもらおうと総合的な学習の時間を利用して始めた活動である。児童はガイドする場所を選択し、その歴史などを調査し、説明の仕方を工夫して、何度もリハーサルを重ねた上で実際のガイドに臨む。例えば、説明の仕方としてクイズ形式にしたり、川柳を取り入れたりなどの案を出し、試行錯誤する。
年間のガイド回数は5回ほどで、毎年11月に行う「島っ子ガイドフェスティバル」が最大のガイドツアーとなる。2012年（平成24年）11月10日に行われた島っ子ガイドでは、全校児童が5つのコースに分かれて島を案内した。2018年（平成30年）5月には、大阪府から修学旅行で菅島を訪れた児童を5・6年生の児童がガイドした。新型コロナウイルス感染症流行下の2020年（令和2年）は島民のみを対象として実施し、2021年（令和3年）はオンラインツアーの形で実施した。
島っ子ガイドは菅島小学校から始まって鳥羽市立神島小学校でも取り組まれ、三重県外でも真似をする学校が現れるようになり、2018年（平成30年）度刊行の光村図書出版の小学6年生用の道徳の教科書で取り上げられた。この活動を開始した教師の広川清治は、2020年（令和2年）に中日教育賞を受賞した。

## 沿革
- 1876年（明治9年）
  - 7月 - 菅島学校を設立[11]。
  - 9月16日 - 菅島学校が開業許可を得る[12]。
- 1886年（明治19年） - 菅島尋常小学校に改称、3年制となる[13]。
- 1887年（明治20年） - 菅島簡易授業所に改称[13]。
- 1888年（明治21年）7月 - 教員住宅と新校舎1教室を新築[13]。
- 1892年（明治25年）4月 - 校名が菅島尋常小学校に戻り、4年制となる[14]。
- 1910年（明治43年）
  - 月日不明 - 水産補習学校を併設[15]。
  - 9月 - 教室・職員室・裁縫室を改築[15]。
- 1926年（大正15年）
  - 月日不明 - 青年訓練所を併設[16]。
  - 4月 - 高等科を併設し、菅島尋常高等小学校に改称[16]。
- 1931年（昭和6年）3月 - 3教室を増築[17]。
- 1940年（昭和15年）11月 - 運動場を拡張[17]。
- 1941年（昭和16年）4月 - 菅島国民学校に改称[17]。
- 1947年（昭和22年）4月 - 学制改革により、菅島村立菅島小学校に改称[18]。校内に菅島村立菅島中学校を併設[19]。
- 1954年（昭和29年）11月1日 - 鳥羽市の市制施行により、鳥羽市立菅島小学校に改称[20]。
- 1955年（昭和30年）11月15日 - 火災により校舎が全焼[21]。
- 1956年（昭和31年）9月3日 - 新校舎が完成[22]。9月8日に開校式を挙行[22]。
- 1967年（昭和42年） - 文部省のへき地教育研究指定（2年）を受け、研究発表を行う[23]。
- 1968年（昭和43年） - 文部省主催の西日本へき地教育指導者講座社会科部会を開催[23]。
- 1969年（昭和44年） - 教員住宅が完成[24]。
- 1979年（昭和54年）4月1日 - 菅島中学校が鳥羽中学校・桃取中学校および加茂中学校の学区であった安楽島地区と統合され、鳥羽市立鳥羽東中学校が開校[20]、菅島小学校単独校舎となる。
- 1984年（昭和59年）3月27日 - 新校舎が落成[25]。
- 2012年（平成24年）3月17日 - 3月20日まで6年生が北海道上川郡下川町を訪問、下川町立下川小学校の児童らと雪遊びなどを行う[26]。
- 2024年（令和6年）2月14日 - 学校給食を食べた児童・教職員13人がノロウイルスを原因とする集団食中毒となる[27]。

## 通学区域
- 菅島町[28]

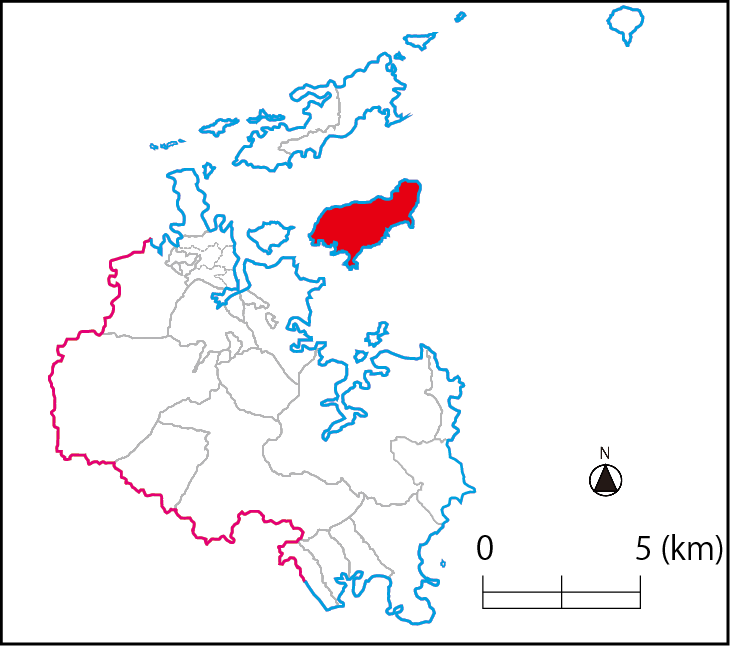
菅島小学校通学区域

児童数が少なく、複式学級が設置される教育環境であるため、鳥羽市教育委員会は2019年（平成31年）度に本土の学校へ統合することを発表したが、住民の反対署名運動を経て延期された。（完全撤回ではない。）

### 進学先中学校
- 鳥羽市立鳥羽東中学校